# Фінал кубка СРСР з футболу 1983
42-й фінал кубка СРСР з футболу відбувся на Центральному стадіоні в Москві 8 травня 1983 року. У грі взяли участь харківський «Металіст» і донецький «Шахтар».

## Претенденти
- «Шахтар» (Донецьк) — триразовий володар кубка СРСР (1961, 1962, 1980).
- «Металіст» (Харків) — півфіналіст кубка СРСР (1981).

## Шлях до фіналу
| «Шахтар»    | «Шахтар»          | Етап    | «Металіст»   | «Металіст»        |
| ----------- | ----------------- | ------- | ------------ | ----------------- |
|             |                   |         |              |                   |
| Суперник    | Рахунок           | Плей-оф | Суперник     | Рахунок           |
| «Жальгіріс» | 3-0 (д)           | 1/16    | «Кайрат»     | 0-0, пен. 6-5 (г) |
| «Спартак» М | 3-2 (г)           | 1/8     | «Арарат»     | 4-2 (г)           |
| «Динамо» М  | 3-1 (г)           | 1/4     | «Торпедо» Кт | 0-0, пен. 5-3 (д) |
| «Зеніт»     | 1-1, пен. 4-2 (д) | 1/2     | ЦСКА         | 1-0 (г)           |

На попередніх етапах у складі команд-фіналістів виступали:
«Шахтар»: Валентин Єлінскас, Олексій Варнавський, Олександр Сопко, Володимир Пархоменко, Валерій Рудаков, Сергій Ященко, Михайло Соколовський, Сергій Морозов, Ігор Юрченко, Віктор Грачов, Володимир П'яних, Сергій Акименко, Ігор Петров, Сергій Овчинников, Сергій Покидін, Володимир Куцев, Олександр Штурлак.
«Металіст»: Юрій Сивуха, Віктор Каплун, Ростислав Поточняк, Олександр Бойко, Віктор Камарзаєв, Сергій Кузнецов, Леонід Ткаченко, Віктор Сусло, Володимир Лінке, Станіслав Берніков, Леонід Сааков, Олександр Горбик, Ігор Якубовський, Андрій Федецький, Олег Крамаренко, Олександр Косолапов.

## Деталі матчу
| 8 травня 1983 |

| «Шахтар»          | 1 – 0    | «Металіст» |
| ----------------- | -------- | ---------- |
| Сергій Ященко 23' | Протокол |            |

| Центральний стадіон (Москва) Глядачів: 30 000 Арбітр: Валерій Бутенко (Москва) |

| ШАХТАР       |                      |     |
|              |                      |     |
| ВР           | Валентин Єлінскас    |     |
| ЗХ           | Олексій Варнавський  |     |
| ЗХ           | Олександр Сопко      |     |
| ЗХ           | Ігор Симонов         |     |
| ЗХ           | Володимир Пархоменко |     |
| ПЗ           | Валерій Рудаков      |     |
| ПЗ           | Сергій Ященко        | 74' |
| ПЗ           | Михайло Соколовський |     |
| НП           | Сергій Морозов       | 63' |
| ПЗ           | Ігор Юрченко         | ЖК  |
| ПЗ           | Віктор Грачов        |     |
| Заміни:      |                      |     |
| НП           | Сергій Акименко      | 63' |
| ПЗ           | Ігор Петров          | 74' |
| Тренер:      |                      |     |
| Віктор Носов |                      |     |

| МЕТАЛІСТ      |                    |     |
|               |                    |     |
| ВР            | Юрій Сивуха        |     |
| ЗХ            | Віктор Каплун      |     |
| ЗХ            | Ростислав Поточняк |     |
| ЗХ            | Олександр Бойко    | 46' |
| ЗХ            | Віктор Камарзаєв   |     |
| ПЗ            | Сергій Кузнецов    |     |
| ПЗ            | Леонід Ткаченко    |     |
| ПЗ            | Віктор Сусло       | 63' |
| НП            | Володимир Лінке    |     |
| ПЗ            | Станіслав Берніков | 41' |
| НП            | Юрій Тарасов       |     |
| Заміни:       |                    |     |
| ПЗ            | Леонід Сааков      | 41' |
| ПЗ            | Олександр Горбик   | 46' |
| ПЗ            | Сергій Мотуз       | 63' |
| Тренер:       |                    |     |
| Євген Лемешко |                    |     |